# Échec au hold-up
Pour plus de détails, voir Fiche technique et Distribution.
Échec au hold-up (Appointment with Danger) est un film américain de Lewis Allen, sorti en 1951.

## Synopsis
Témoin d'un meurtre, sœur Augustine parvient à identifier l'un des malfaiteurs. Elle informe aussitôt le commissaire Goddard. Ce dernier décide de s'infiltrer dans la bande qui projette de faire un hold-up.

## Fiche technique
- Titre français : Échec au hold-up
- Titre original : Appointment with Danger
- Réalisation : Lewis Allen
- Scénario : Richard Breen et Warren Duff
- Costumes : Mary Kay Dodson
- Photographie : John F. Seitz
- Montage : LeRoy Stone
- Musique : Victor Young
- Production : Robert Fellows
- Société de production : Paramount Pictures
- Pays de production :  États-Unis
- Langue : anglais
- Format :  Noir et blanc - 1,33:1 - 35 mm - Son mono(Western Electric Recording)
- Genre : Policier
- Durée : 89 minutes
- Dates de sortie :
  - États-Unis : 9 mai 1951 (New York)
  - France : 25 avril 1952

## Distribution
- Alan Ladd (VF : Maurice Dorléac) : Commissaire Al Goddard
- Phyllis Calvert : Sœur Augustine
- Paul Stewart (VF : Claude Péran) : Earl (Henry en VF) Bœttiger
- Jan Sterling (VF : Sylvie Deniau) : Dodie
- Jack Webb (VF : Roger Rudel) : Joe Regas
- Stacy Harris (VF : Raymond Loyer) : Paul Ferrar
- Henry Morgan (VF : Pierre Leproux) : George Soderquist
- David Wolfe : David Goodman
- Dan Riss (VF : René Fleur) : Maury Ahearn
- Harry Antrim (VF : Christian Argentin) : Taylor, le directeur des Postes
- Geraldine Wall (VF : Cécile Didier) : Mère Ambrose (Ambroise en VF)
- George J. Lewis : Leo Cronin
- Paul Lees (VF : Jean Clarieux) : Gene Gunner
- Ralph Sanford (VF : Émile Duard) : Maxie « Max » Wilder
- Hal Rand (VF : Pierre Morin) : le conducteur du fourgon postal
- William Meader (VF : Paul Forget) : Sharkey
- Symona Boniface (VF : Cécile Dylma) : Mme Nagel
- Murray Alper (VF : Stéphane Audel) : le chauffeur de Taxi
- Herb Vigran (VF : Raymond Rognoni) : Joe, le fonctionnaire de Police
- Byron Barr (VF : Lucien Bryonne) : le premier des deux agents de Police